# یو تاکه‌یاما
یو تاکه‌یاما (انگلیسی: Yō Takeyama; ۲۸ ژوئن ۱۹۴۶ – ۱۲ آوریل ۲۰۲۳) فیلم‌نامه‌نویس اهل ژاپن بود.